# اگوداولا
اگوداولا (به لاتین: Egodawela) یک منطقهٔ مسکونی در سری‌لانکا است که در استان جنوبی (سری‌لانکا) واقع شده‌است.